# پیلار باردم
پیلار باردم (اسپانیایی: Pilar Bardem‎؛ زادهٔ ۱۴ مارس ۱۹۳۹- درگذشته ۱۷ ژوئیه ۲۰۲۱) بازیگر اهل اسپانیا بود. وی از سال ۱۹۶۵ میلادی مشغول فعالیت بود و نخستین بار در فیلم دنیا ادامه دارد به کارگردانی فرناندو فرنان گومز نقش‌آفرینی نمود.
او برنده جوایزی همچون جایزه گویا بهترین بازیگر نقش مکمل زن، جایزهٔ انجمن منتقدان هنر و سرگرمی لاتین برای «بهترین هنرپیشه مکمل زن»، جایزهٔ سمینسی برای «بهترین هنرپیشه زن» و ۲ جایزه «اتحادیهٔ بازیگران اسپانیا» شده‌است.
از فیلم‌ها یا برنامه‌های تلویزیونی که وی در آن نقش داشته‌است، می‌توان به هیچ‌کس پس از مرگمان از ما یاد نخواهد کرد، سرکش، خاور باختر، چشمان آبی عروسک شکسته، بیمارستان مرکزی، ۲۰ سانتی‌متر، گاوها، کیسه هوا، جسم زنده و صبح بخیر، کنتس کوچک اشاره کرد.
او خواهرِ خوان آنتونیو باردم و فرزندِ رافائل باردم و متیلده مونیوس سامپدرو است.